# Hamnfärjan Kvick
Hamnfärjan Kvick var en personfärja som gick mellan Hamntorget och Parapeten i Helsingborg. Hon byggdes 1937 som Qvick av Sölvesborgs Varvs- och Rederi AB åt Helsingborgs hamn som ersättning för en koleldad färja.
Hon var upplagd under andra världskriget men återvände i trafik 1945, nu med namnet Kvick.
Linjen lades ned 1969 på grund av ökad trafik i hamnen och Kvick såldes till dykarklubben Djupingarna. Kvickbron i Helsingborg är uppkallad efter färjan.

## Historia
Den första koleldade hamnfärjan i Helsingborg invigdes sommaren 1893 för att underlätta för besökare till den nybyggda Hamnpaviljongen. Hon var 9,6 meter lång och 2,6 meter bred och byggdes av Ljunggrens Verkstad i Kristianstad. Den 75 meter långa resan kostade 3 öre.
Kvick byggdes om i slutet av 1890-talet och ersattes av den något större Qvick II från samma varv. Den äldsta färjan såldes till Ängelholms havsbad 1920 som satte henne i trafik mellan  Klitterhus och Skälderviken. Hon skrotades 1929.
Den tredje färjan med namnet Kvick var försedd med en dieselmotor med 40 hästkrafter.